# Кожуховка (Житомирская область)
Кожухо́вка (укр. Кожухівка) — село на Украине, основано в 1865 году, находится в Коростенской городской общине Житомирской области. Расположено на реке Кремно.
Код КОАТУУ — 1822382401. Население по переписи 2001 года составляет 368 человек. Почтовый индекс — 11550. Телефонный код — 4142. Занимает площадь 1,181 км².